# Supercoppa spagnola 2018 (pallavolo maschile)
La Supercoppa spagnola 2018 si è svolta il 6 ottobre 2018: al torneo hanno partecipato due squadre di club spagnole e la vittoria finale è andata per la settima volta, la terza consecutiva, al Teruel.

## Regolamento
Le squadre hanno disputato una gara unica.

## Squadre partecipanti
| Squadra | Qualificazione                                | Ultima partecipazione    |
| ------- | --------------------------------------------- | ------------------------ |
| Teruel  | Vincitrice SVM 2017-18 e Coppa del Re 2017-18 | Supercoppa spagnola 2017 |
| Almería | Finalista SVM 2017-18 e Coppa del Re 2017-18  | Supercoppa spagnola 2016 |

## Torneo
| 6 ottobre 2018 Pab. Los Planos, Teruel Durata: 1h:12 - Spettatori: 2 500 | Teruel | 3 - 0 | Almería | 25-13, 25-17, 25-23 |